# Ustrój polityczny Komorów
Komory są federacyjną republiką islamską. Wyspy Ngazidja, Mohéli, Anjouan i Majotta tworzą konfederację (Związek Komorów). Majotta jednak jest stale administrowana przez Francję i nie uczestniczy w sprawowanej władzy. Wszystkie wyspy mają osobne konstytucje. Konstytucję przyjęto w 2018 roku.

## Władza wykonawcza
Władzę wykonawczą sprawuje prezydent oraz trójka wiceprezydentów, wybranych przez prezydenta. Prezydent jest głową państwa i jest wybierany w ogólnokrajowych wyborach na pięcioletnią kadencję. Natomiast wiceprezydenci pełnią także pięcioletnie kadencje, a każdy z nich reprezentuje inną z trzech wysp. W 2016 roku prezydentem Komorów został – po raz trzeci – Azali Assoumani.

## Władza ustawodawcza
Rolę władzy ustawodawczej pełni jednoizbowe Zgromadzenie Federalne, którego kadencja trwa 5 lat. Składa się ono z 33 osób.